# Карпівка (Роздільнянський район)
Ка́рпівка (колишня назва Велика Карпівка, Карпівка Велика, Шахлацьке, Бураковського) — село в Україні, у Роздільнянській міській громаді Роздільнянського району Одеської області. Населення становить 141 особа. Належить до Буцинівського старостинського округу.

## Історія
У 1856 році в поселенні Карпівка Велика штабскапітанши Шахлацької було 17 дворів.
В 1887 році в присілку Велика Карпівка (Шахлацьке) Більчанської волості Одеського повіту Херсонської губернії мешкало 104 чоловіки та 103 жінки.
У 1896 році на хуторі Велика Карпівка (Шахлацьке, Бураковського) Більчанської волості Одеського повіту Херсонської губернії, було 19 дворів, у яких мешкало 48 людей (22 чоловіки і 26 жінок); при селищі Ново-Дмитрівка.
На 1916 рік в селі Велика-Карпівка Куртівської волості Одеського повіту Херсонської губернії, мешкало 113 осіб (54 чоловік і 59 жінок).
Станом на 1 вересня 1946 року хутір Карпівка входив до складу Бринівської сільської ради.
12 вересня 1967 року до складу Великої Карпівки увійшло колишнє село Новокуртівка (в минулому — Новокутівка) й отримало сучасну назву.
На 1 травня 1967 року село Велика Карпівка входило до складу Кіровської сільської ради.
Виконавчий комітет Одеської обласної ради народних депутатів рішенням від 15 грудня 1987 року у Роздільнянському районі утворив Буцинівську сільраду з центром в селі Буцинівка і сільській раді підпорядкував села Карпівка, Кузьменка, Міліардівка, Новодмитрівка Кіровської сільради.
У результаті адміністративно-територіальної реформи село ввійшло до складу Роздільнянської міської територіальної громади та після місцевих виборів у жовтні 2020 року було підпорядковане Роздільнянській міській раді. До того село входило до складу ліквідованої Буцинівської сільради.

## Населення
Згідно з переписом УРСР 1989 року чисельність наявного населення села становила 191 особа, з яких 89 чоловіків та 102 жінки.
За переписом населення України 2001 року в селі мешкала 161 особа.
2010 — 132 особи;
2011 — 144 особи.

### Мова
Розподіл населення за рідною мовою за даними перепису 2001 року:
| Мова       | Відсоток |
| ---------- | -------- |
| українська | 59,01 %  |
| румунська  | 21,74 %  |
| вірменська | 13,66 %  |
| російська  | 4,97 %   |
| інші       | 0,62 %   |